# Chiel Salomé
Machiel Jan (Chiel) Salomé (Kortgene, 28 december 1912 - 22 november 1990) was een Nederlandse verzetsstrijder tijdens de Tweede Wereldoorlog.
Salomé woonde in de oorlog in Ede. Vanaf 1941 begeleidde hij zelfstandig vluchtelingen naar Frankrijk. Hij werd opgepakt terwijl hij een Joodse vrouw naar een onderduikadres bracht, maar wegens gebrek aan bewijs na zes weken weer vrijgelaten. In de zomer van 1942 hervatte hij zijn verzetswerk, maar moest spoedig onderduiken in Boxtel. Zijn moeder bracht hem in contact met Joop Westerweel. Hij legde de contacten met verzetsgroepen in Limburg toen de ontsnappingsroutes via Brabant steeds moeilijker staande te houden waren voor de Westerweelgroep. Hij werkte toen samen met Pastoor Henri Vullinghs, Eugénie Boutet, F. Ooms en S. van der Heide in Limburg.
Tussen december 1942 en eind 1943 bracht Salomé dertig onderduikers per trein naar Venray. Vandaar ging men te voet door naar Sevenum, waar hij de onderduikers overdroeg aan de anderen. Boutet bracht Salomé later in contact met kapelaan A.R.J. Thomassen uit Helden en diens zuster L.C.J. Thomassen uit Roermond. Zij was lid van de verzetsgroep Bongaerts en Salomé kon zo ook onderduikers naar hen toe brengen.
Nadat zij in december 1943 collega-verzetsstrijder Letty Rudelsheim uit de gevangenis van Scheveningen hadden bevrijd, werd Salomé in december 1943 op het station van Rotterdam gearresteerd, samen met Wilhelmina Westerweel en Letty Rudelsheim. Hij werd via Vught naar concentratiekamp Dachau gedeporteerd en overleefde de oorlog.
In 1945 trouwde Salomé met Alida Johanna van Peursem, met wie hij een dochter kreeg. In 1954 hertrouwde hij met psychologe Adeline Finkelstein. Met haar kreeg hij nog drie dochters. In juni 1964 verleende Yad Vashem hem de onderscheiding Rechtvaardige onder de Volkeren voor zijn hulp aan Joodse onderduikers.